# Ikerasaarsuk
Ikerasaarsuk (zastarale Ikerasârsuk) je osada v kraji Qeqertalik v Grónsku. V roce 2017 tu žilo 112 obyvatel. Název osady znamená "milovaný fjord".

## Počet obyvatel
Počet obyvatel Ikerasaarsuku byl v posledních dvou desetiletích stabilní. Do roku 1992 klesl na pouhých 77 obyvatel, takže byl odhadován zánik osady, ale poté začal opětovně stoupat, v posledních letech mírně klesal, ale nyní je opět stabilní.